# 蒙特罗通多
蒙特罗通多（義大利語：Monterotondo），是意大利拉齐奥大区罗马首都广域市的一个市镇。总面积40.54平方公里，人口39092人，人口密度964.3人/平方公里（2009年）。ISTAT代码为058065。